# Campeonato Mundial de Patinaje Artístico sobre Hielo de 1902
El VII Campeonato Mundial de Patinaje Artístico se realizó en Londres (Reino Unido) entre el 12 y el 13 de febrero de 1902 bajo la organización de la Unión Internacional de Patinaje sobre Hielo (ISU) y la Federación Británica de Patinaje sobre Hielo. 

## Resultados

### Masculino
| Puesto | Nombre           | País        | Puntos |
| ------ | ---------------- | ----------- | ------ |
| Oro    | Ulrich Salchow   | Suecia      | 5      |
| Plata  | Madge Syers-Cave | Reino Unido | 13     |
| Bronce | Martin Gordan    | Alemania    | 15     |

## Medallero
| Núm. | País        | Oro | Plata | Bronce | Total |
| ---- | ----------- | --- | ----- | ------ | ----- |
| 1    | Suecia      | 1   | 0     | 0      | 1     |
| 2    | Reino Unido | 0   | 1     | 0      | 1     |
| 3    | Alemania    | 0   | 0     | 1      | 1     |
|      | TOTAL       | 1   | 1     | 1      | 3     |

| Predecesor: Suecia 1901 | Campeonato Mundial de Patinaje Artístico sobre Hielo 1902 | Sucesor: Rusia 1903 |

- Datos: Q1318708